# Adam Eisenberger
Johann Adam Eisenberger (* 17. Juli 1762 in Mainz; † 24. Mai 1834 in Aschaffenburg) war ein deutscher Kaufmann und Politiker. Er war 1810 bis 1813 Mitglied der Ständeversammlung des Großherzogtums Frankfurt.

## Leben
Adam Eisenberger war ein Sohn des Mainzer Bürgers Johann Eisenberger. Er lebte später als Kauf- und Handelsmann in Aschaffenburg, wo er auch seine Frau Margarethe, geb. Sesler heiratete. Von 1810 bis 1813 war er Mitglied des Departements-Wahlkollegiums des Departements Aschaffenburg und Hauptmann der 1. Füsilier-Kompanie des Bürgermilitärs in Aschaffenburg. Er war Mitglied und Sekretär des Departementsrats des Departements Aschaffenburg sowie Mitglied der Ständeversammlung des Großherzogtums Frankfurt für die Gruppe der reichen Kaufleute und Fabrikanten.